# Gunnarskogs socken
Gunnarskogs socken i Värmland ingick i Jösse härad, ingår sedan 1971 i Arvika kommun och motsvarar från 2016 Gunnarskogs distrikt.
Socknens areal är 411,8 kvadratkilometer varav 371,18 land. År 2000 fanns här 2 164 invånare. Tätorten Stommen med sockenkyrkan Gunnarskogs kyrka ligger i socknen.

## Administrativ historik
Socknen har medeltida ursprung. 1850 utbröts en del till den då bildade Bogens socken.
Vid kommunreformen 1862 övergick socknens ansvar för de kyrkliga frågorna till Gunnarskogs församling och för de borgerliga frågorna bildades Gunnarskogs landskommun. Landskommunen inkorporerade 1952 Bogens landskommun och uppgick 1971 i Arvika kommun.  Församlingen införlivade 2010 Bogens församling.
1 januari 2016 inrättades distriktet Gunnarskog, med samma omfattning som församlingen hade 1999/2000.
Socknen har tillhört län, fögderier, tingslag och domsagor enligt vad som beskrivs i artikeln Jösse härad. De indelta soldaterna tillhörde Värmlands regemente och Jösse kompani.

## Geografi
Gunnarskogs socken ligger norr om Arvika kring Jösseälven och sjöarna Gunnern, Bergsjön och Övre och Nedre Vassbotten. Socknen har odlingsbygd i ådalar och vid sjöarna och är i övrigt en starkt kuperad skogsbygd med höjder som i norr når 346 meter över havet.
I Gunnarskogs socken har det funnits bruksrörelser och gruvverksamhet i Gunnarskogs bergslag.
I norra delen av Gunnarskog ligger byn och sjön Abborrsjön liksom byn Allstakan.

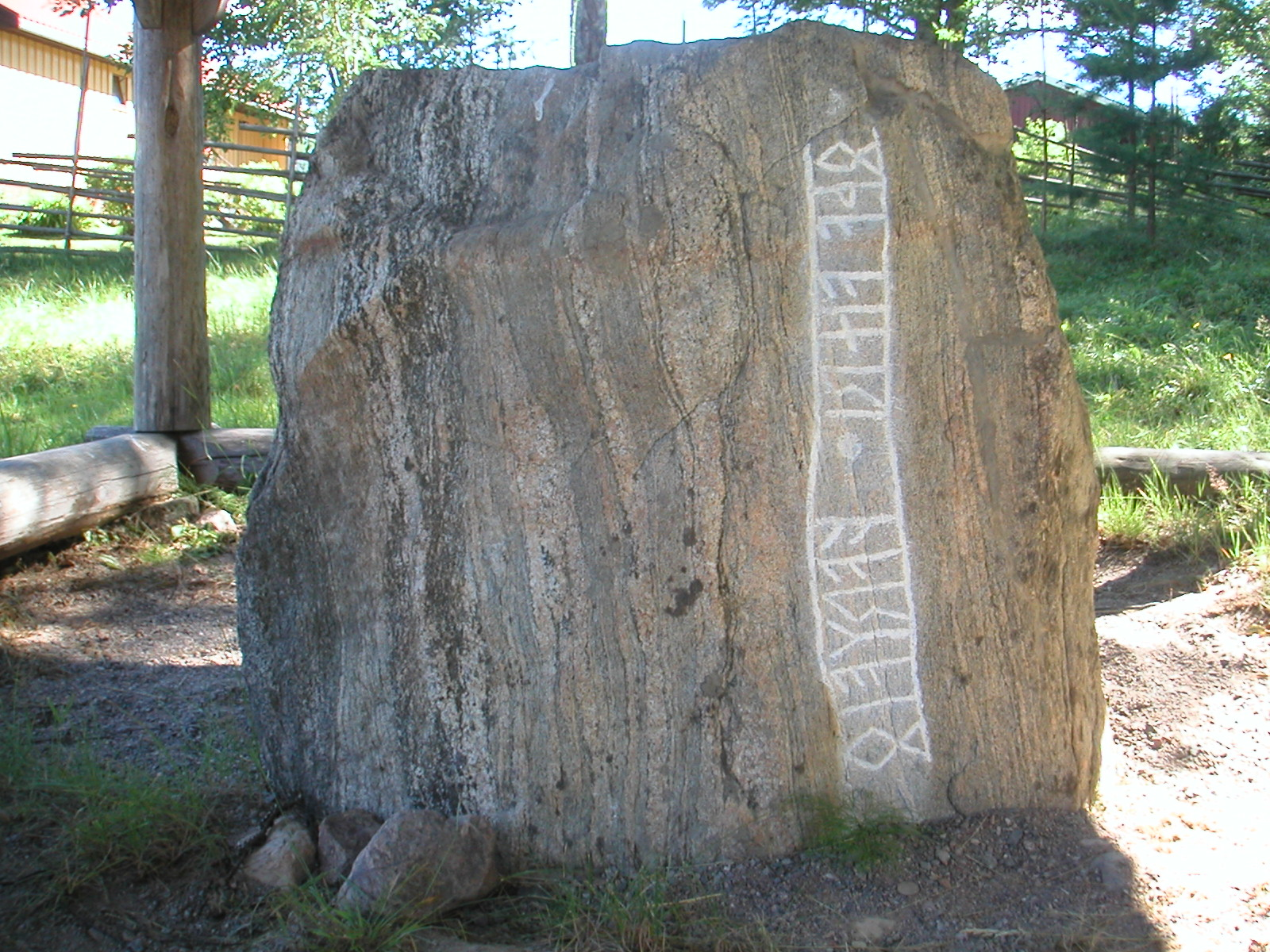
Skramlestenen

## Fornlämningar
Från stenåldern har boplatser påträffats samt cirka 60 fångstgropar. En runsten, Skramlestenen, har påträffats 1993 vid utgrävning av ödegården Skramle på Skramle udde.

## Namnet
Namnet skrevs 1503 Gwnderskog och betyder 'skogsområdet kring sjön Gunnern'. Tolkningen av sjönamnet är oklar.

## Befolkningsutveckling
| Befolkningsutvecklingen i Gunnarskogs socken 1750–1990                                                   | Befolkningsutvecklingen i Gunnarskogs socken 1750–1990 | Befolkningsutvecklingen i Gunnarskogs socken 1750–1990 | Befolkningsutvecklingen i Gunnarskogs socken 1750–1990 | Befolkningsutvecklingen i Gunnarskogs socken 1750–1990 |
| --- | ------------------------------------------------------ | ------------------------------------------------------ | ------------------------------------------------------ | ------------------------------------------------------ |
| |                                                        |                                                        |                                                        |                                                        |
| År |                                                        |                                                        | Folkmängd                                              |                                                        |
| 1750 | 1750                                                   |                                                        | 1 656                                                  |                                                        |
| 1760 | 1760                                                   |                                                        | 1 761                                                  |                                                        |
| 1769 | 1769                                                   |                                                        | 2 140                                                  |                                                        |
| 1800 | 1800                                                   |                                                        | 3 332                                                  |                                                        |
| 1810 | 1810                                                   |                                                        | 3 369                                                  |                                                        |
| 1820 | 1820                                                   |                                                        | 3 596                                                  |                                                        |
| 1830 | 1830                                                   |                                                        | 4 579                                                  |                                                        |
| 1840 | 1840                                                   |                                                        | 5 180                                                  |                                                        |
| 1850 | 1850                                                   |                                                        | 6 225                                                  |                                                        |
| 1860 | 1860                                                   |                                                        | 6 327                                                  |                                                        |
| 1870 | 1870                                                   |                                                        | 6 370                                                  |                                                        |
| 1880 | 1880                                                   |                                                        | 6 037                                                  |                                                        |
| 1890 | 1890                                                   |                                                        | 5 547                                                  |                                                        |
| 1900 | 1900                                                   |                                                        | 5 192                                                  |                                                        |
| 1910 | 1910                                                   |                                                        | 4 697                                                  |                                                        |
| 1920 | 1920                                                   |                                                        | 4 311                                                  |                                                        |
| 1930 | 1930                                                   |                                                        | 4 110                                                  |                                                        |
| 1940 | 1940                                                   |                                                        | 3 976                                                  |                                                        |
| 1950 | 1950                                                   |                                                        | 3 658                                                  |                                                        |
| 1960 | 1960                                                   |                                                        | 3 220                                                  |                                                        |
| 1970 | 1970                                                   |                                                        | 2 784                                                  |                                                        |
| 1980 | 1980                                                   |                                                        | 2 453                                                  |                                                        |
| 1990 | 1990                                                   |                                                        | 2 321                                                  |                                                        |
| Anm: Källor: Umeå universitet - Tabellverket 1749-1859, Demografiska databasen, CEDAR, Umeå universitet. |                                                        |                                                        |                                                        |                                                        |